# 주세르비아 우크라이나 대사관
주세르비아 우크라이나 대사관은 세르비아 베오그라드에 있는 우크라이나 대사관이다.

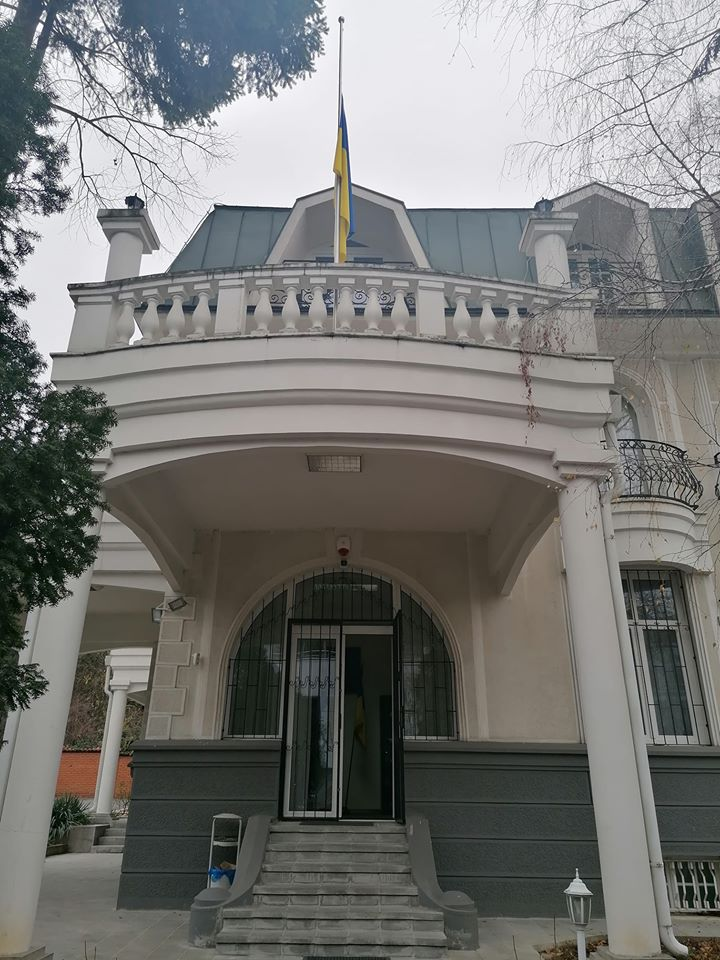
주세르비아 우크라이나 대사관